# Atlantis
Atlantis (рус. «Атлантида») — дебютный студийный альбом швейцарской симфоник-метал-группы Lunatica. Был выпущен в 2001 году. Альбом оказался весьма удачным, принеся группе известность. Композиция «Between Love and Hate» является единственной песней группы, в которой используется гроулинг.

## Критика
Представитель издания Rock Hard Штефан Глас в рецензии на Atlantis назвал музыку Lunatica «мелодичным прогрессивным роком с прямолинейными гитарными риффами и обширными клавишными, зачастую берущими на себя роль полноценного оркестра». Отдельно рецензент отметил вокалистку Андреа, чьё пение, по его словам, является основным элементом музыки коллектива.

## Список композиций
| №                   | Название                | Длительность |
| ------------------- | ----------------------- | ------------ |
| 1.                  | «The Search Begins…»    | 2:09         |
| 2.                  | «World Under Ice»       | 4:54         |
| 3.                  | «The Landing»           | 4:06         |
| 4.                  | «Atlantis»              | 5:23         |
| 5.                  | «Silent Scream»         | 6:28         |
| 6.                  | «Garden of Delight»     | 6:02         |
| 7.                  | «Time»                  | 4:01         |
| 8.                  | «Between Love and Hate» | 3:41         |
| Общая длительность: | Общая длительность:     | 53:57        |

## Участники записи
- Andrea Dätwyler — вокал
- Sandro D’Incau — гитара
- Andy Leuenberger — гитара
- Emilio MG Barrantes — бас-гитара
- Ermes Di Prisco — ударные